# Antonio Bacci
Antonio Bacci, född 4 september 1885 i Giugnola i närheten av Florens, Italien, död 20 januari 1971 i Vatikanstaten, var en italiensk kardinal. Han var kardinalprotodiakon från 1970 till 1971.
Påve Johannes XXIII utsåg den 28 mars 1960 Bacci till kardinaldiakon med Sant'Eugenio som titelkyrka.
1969 motsatte sig Bacci tillsammans med kardinalkollegan Alfredo Ottaviani i ett brev till påven Paulus VI:s liturgi.